# Speyer
Speyer là một thành phố thuộc bang Rheinland-Pfalz của nước Đức. Thành phố Speyer nằm về phía nam của Ludwigshafen và Mannheim khoảng 20 km và về phía bắc của Karlsruhe khoảng 34 km.
Người La Mã đã lập một doanh trại quân sự cho khoảng 500 người tại đây vào năm 10 TCN, thúc đẩy việc thành lập thành phố tiếp theo sau đó.
Nhà thờ lớn Speyer là di sản văn hóa thế giới của UNESCO từ năm 1981, là công trình kiến trúc Rôman (Romanesque) lớn nhất thế giới.